# شون هربرت
شون هربرت (بالإنجليزية: Seán Herbert)‏ هو لاعب قذف أيرلندي، ولد في 1923.

## اللعب

### النادي
لعب هربرت ناديه مع نادي آهين الشهير في ليمريك، وفاز بأول لقب له في المقاطعة عام 1942 بصحبة زميله اللاعب ميك ماكي، كانت هذه هي الانتصارات الأولى في بطولة المقاطعات السبعة على التوالي لهربرت وناديه، كما حصل على ميدالية المقااطعة الثامنة في عام 1955.

### بين المقاطعات
جلب أداء هربرت مع ناديه انتباه نادي ليمريك ليظهر لأول مرة مع الفريق في عام 1942.

### المحافظات
كما اصطف هربرت مع مونستر في مسابقة القذف بين المقاطعات.  حصل على لقب كأس السكك الحديدية الأول له في عام 1946 عندما هزم مونستر أولستر.  حصل هربرت على ميداليات أخرى في كأس السكك الحديدية في 1948 و1949 و1952 و1953.